# Stockholmen
Stockholmen ist eine kleine zu Schweden gehörende Insel im Kattegat.
Sie liegt im Göteborger Schärengarten westlich von Göteborg in der Provinz Västra Götalands län und gehört zur Gemeinde Göteborg. Etwas weiter nordöstlich liegt die Insel Hundeskär, südwestlich Svinholmarna. Die Insel besteht aus einer Felsenklippe und ist weitgehend ohne Bewuchs. Die unbewohnte Insel erstreckt sich über etwa 300 Meter in Ost-West-Richtung und erreicht in Nord-Süd-Richtung eine Ausdehnung von ungefähr 100 Meter. Sie besteht aus einem westlichen und östlichen Teil, die durch einen Isthmus miteinander verbunden sind. Nördlich von Stockholmen führen die Fährrouten Göteborg–Kiel und Göteborg–Frederikshavn vorbei.